# Nyodes pelletieri
Nyodes pelletieri är en fjärilsart som beskrevs av François Louis Nompar de Caumont de Laporte 1971. Nyodes pelletieri ingår i släktet Nyodes och familjen nattflyn. Inga underarter finns listade i Catalogue of Life.